# Novese

Il Novese (Novèis in piemontese, Noveise in ligure) è l'area geografica che gravita attorno alla città di Novi Ligure. Sebbene non corrisponda a nessuna struttura amministrativa, il legame storico-culturale, economico e logistico dei comuni che ne fanno parte, fanno del Novese una zona omogenea dai confini ben definiti, che occupa la porzione sud orientale della Provincia di Alessandria, al confine con la Liguria.
L'area del Novese, che prima della legge Rattazzi costituiva la Provincia di Novi, è parte dell'Oltregiogo, territorio dall'alta influenza Genovese che comprende anche l'Ovadese e l'entroterra della città metropolitana di Genova. 

## Geografia

### Orografia

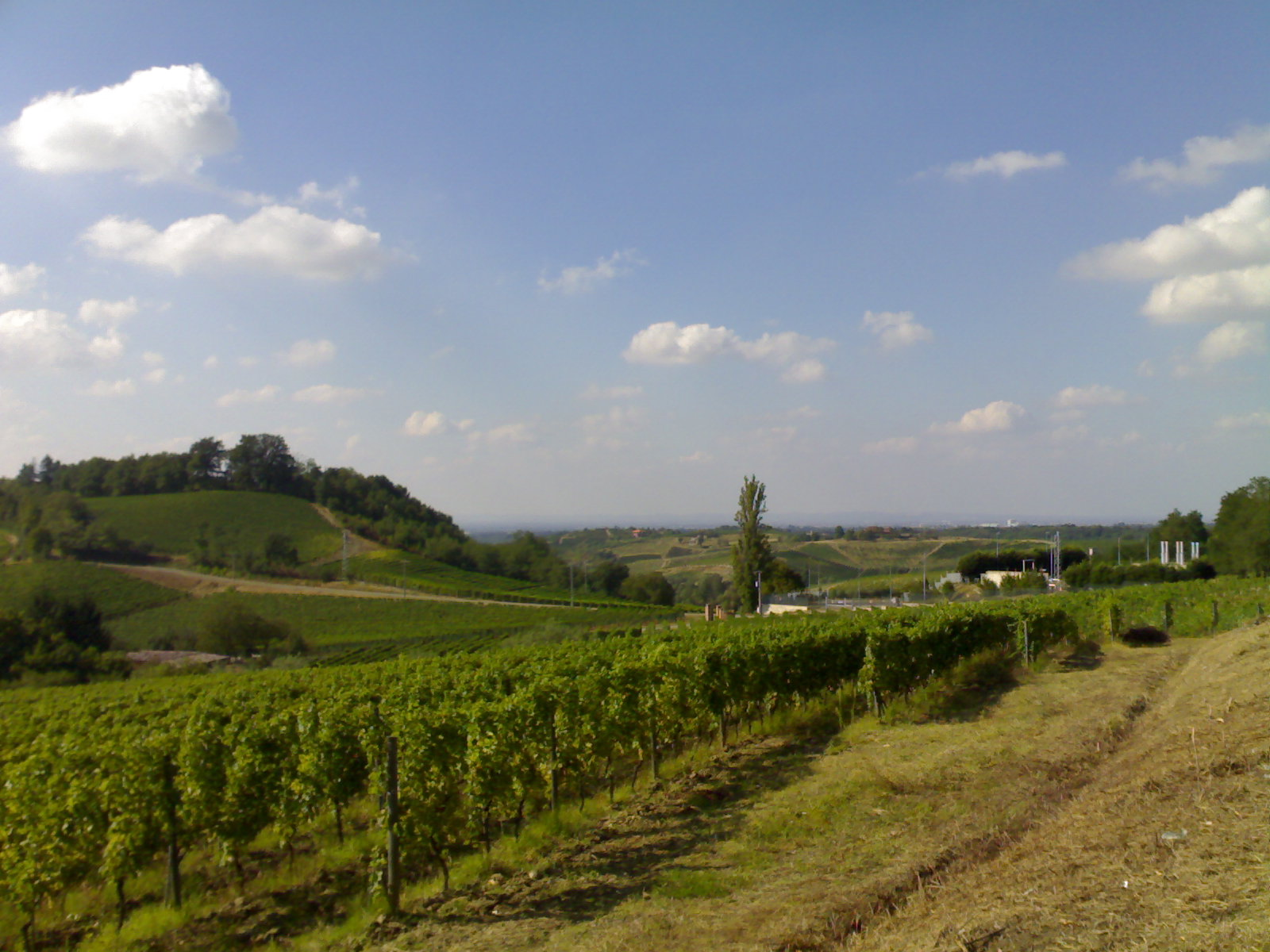
Colline novesi.

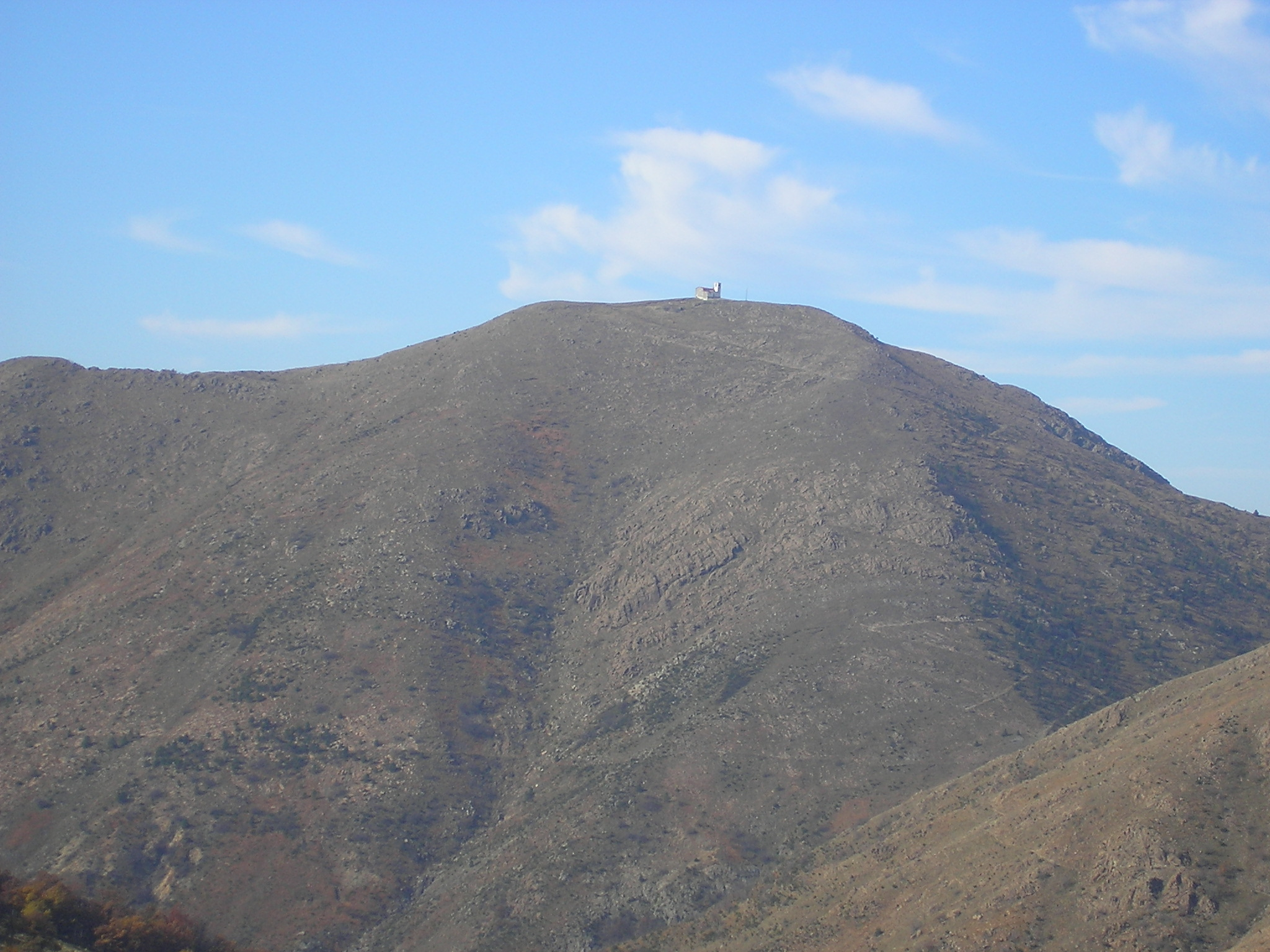
Le scarne pendici del monte Tobbio.

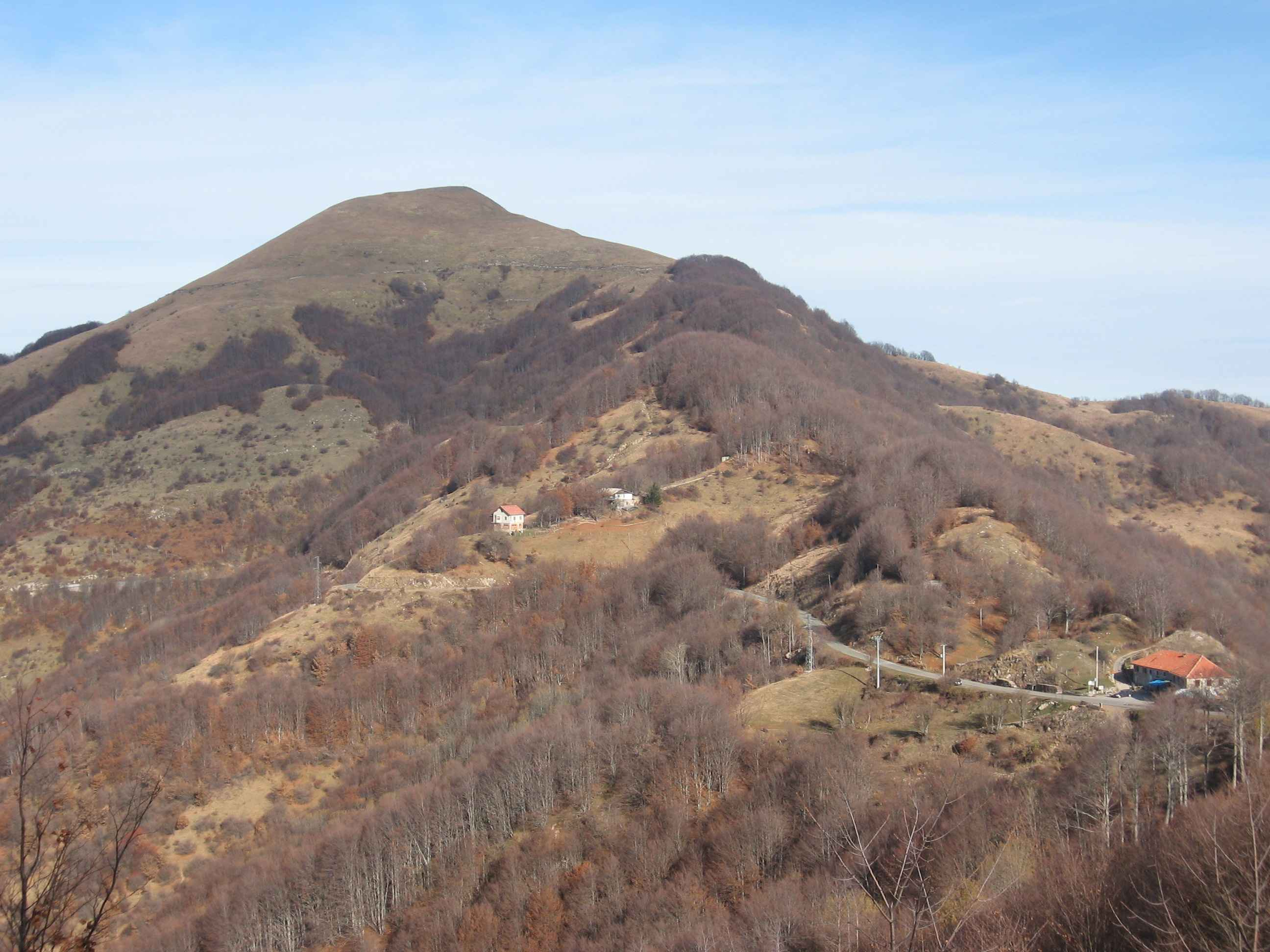
Monte Carmo, posto ai confini di Liguria, Piemonte ed Emilia-Romagna.

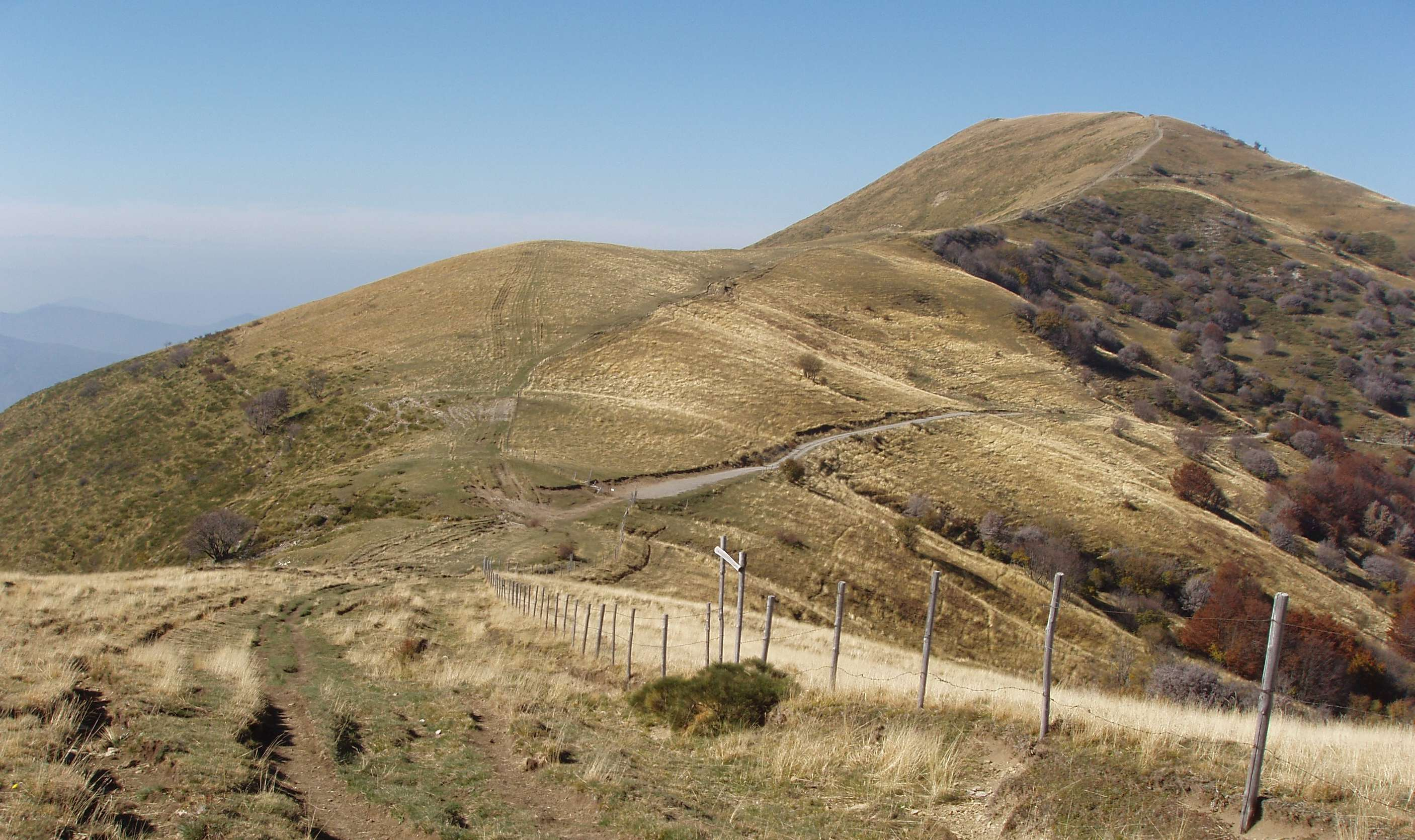
Il monte Ebro, il punto più elevato del Novese.

Il Novese è un territorio che si estende per quasi 750 km², eterogeneo dal punto di vista orografico, essendo essenzialmente costituito dal versante padano di alcuni valli dell'Appennino Ligure. In particolare è formato da una porzione della media valle Scrivia, da una minuta parte della valle Orba e dalla totalità della val Lemme, della val Borbera e della valle Spinti. Se il medio corso del fiume Scrivia non presenta grandi rilievi, ma ondulate colline e tratti pressoché pianeggianti, la val Lemme e soprattutto la Val Borbera presentano rilievi di tutto rispetto, arrivando ai 1 700 metri di altitudine dei monti Chiappo e Ebro. Altro rilievo del territorio degno di nota è il monte Tobbio, meta di escursionisti provenienti sia dal versante piemontese che da quello ligure.

#### Monti
Monti oltre i 1000 m.
| Denominazione     | Altezza (m) | Luogo                                     |
| ----------------- | ----------- | ----------------------------------------- |
| Monte Antola      | 1 597       | Gruppo del Monte Antola                   |
| Monte Buio        | 1 402       | Gruppo del Monte Antola                   |
| Monte Carmo       | 1 641       | Gruppo del Monte Antola                   |
| Monte Cavalmurone | 1 670       | Gruppo del Monte Antola                   |
| Monte Chiappo     | 1 699       | Gruppo del Monte Antola                   |
| Monte Ebro        | 1 701       | Gruppo del Monte Antola                   |
| Monte delle Figne | 1 172       | Parco naturale delle Capanne di Marcarolo |
| Monte Giarolo     | 1 473       | Gruppo del Monte Antola                   |
| Monte Leco        | 1 071       | Vallemme                                  |
| Monte Legnà       | 1 669       | Gruppo del Monte Antola                   |
| Monte Poggio      | 1 081       | Valle del Gorzente                        |
| Monte Taccone     | 1 113       | Vallemme                                  |
| Monte Tobbio      | 1 092       | Parco naturale delle Capanne di Marcarolo |

#### Passi e valichi
| Denominazione          | Altezza (m) | Collegamento                   |
| ---------------------- | ----------- | ------------------------------ |
| Capanne di Cosola      | 1 465       | Cabella Ligure - Zerba (PC)    |
| Capanne di Carrega     | 1 365       | Carrega Ligure - Fascia (GE)   |
| Passo della Bocchetta  | 772         | Voltaggio - Campomorone (GE)   |
| Colla degli Eremiti    | 549         | Bosio - Ceranesi (GE)          |
| Valico di San Fermo    | 1 129       | Cabella Ligure - Vobbia (GE)   |
| Passo della Castagnola | 578         | Voltaggio - Ronco scrivia (GE) |

### Idrografia

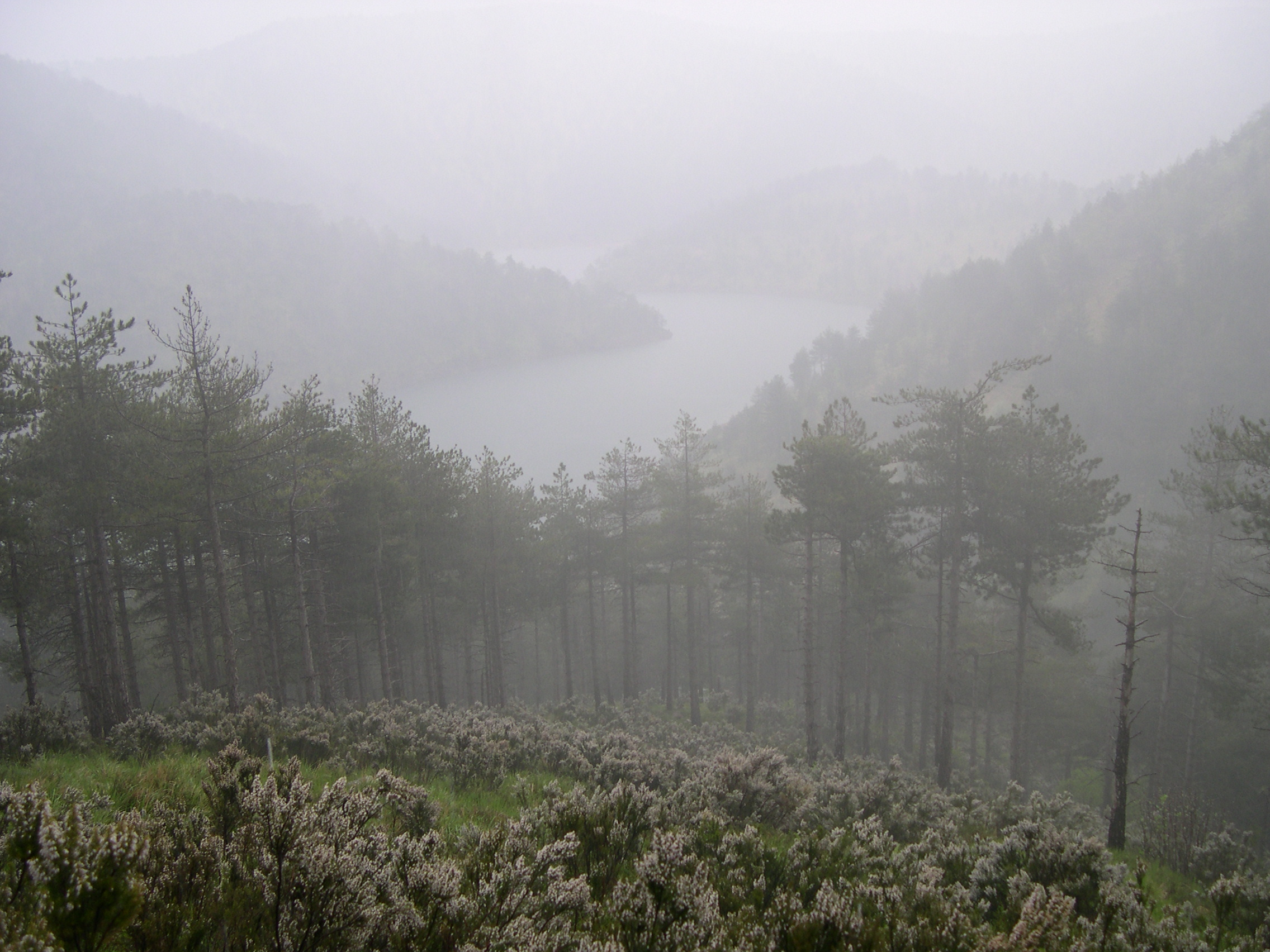
Parco naturale delle Capanne di Marcarolo

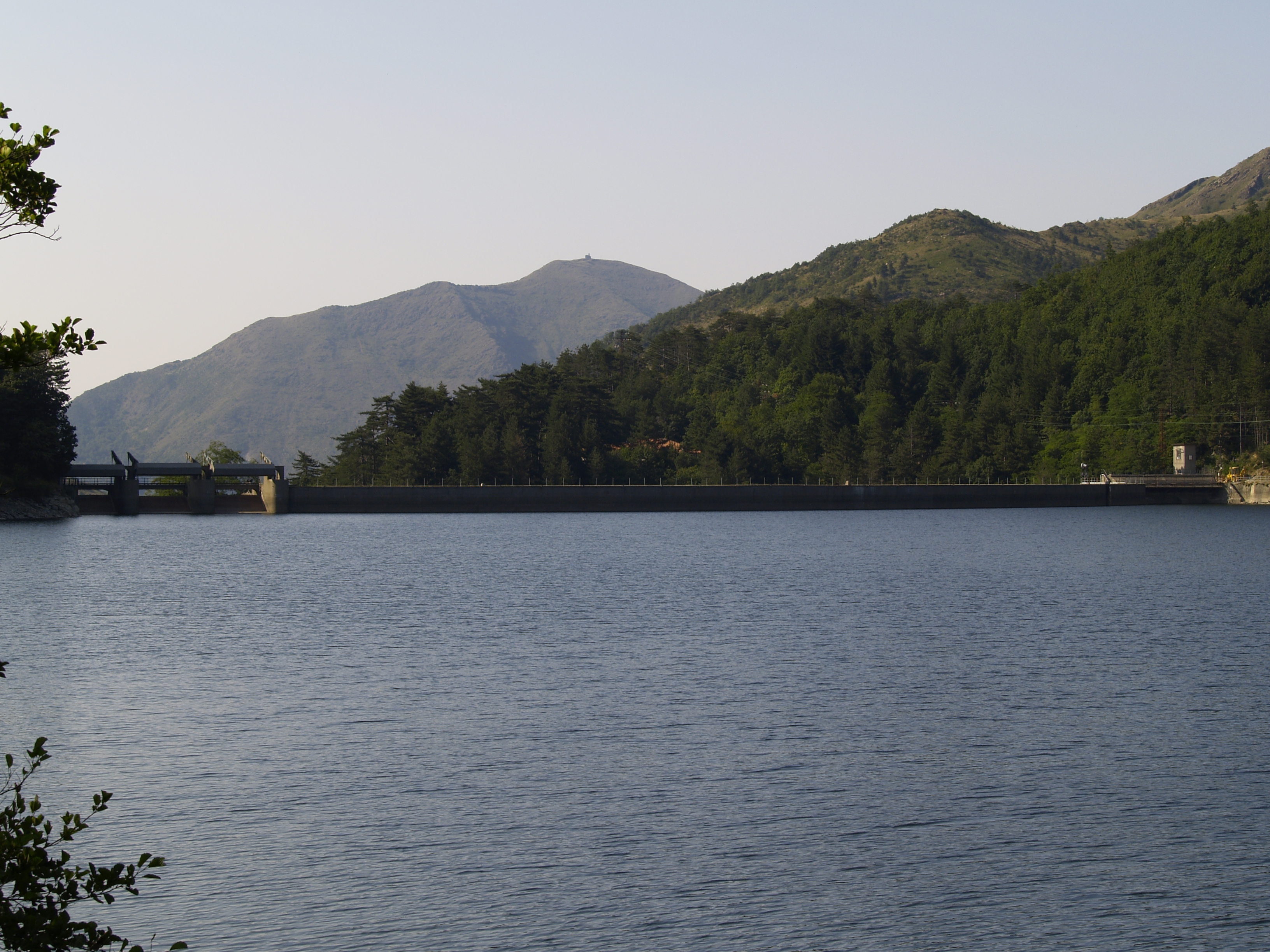
Laghi del Gorzente

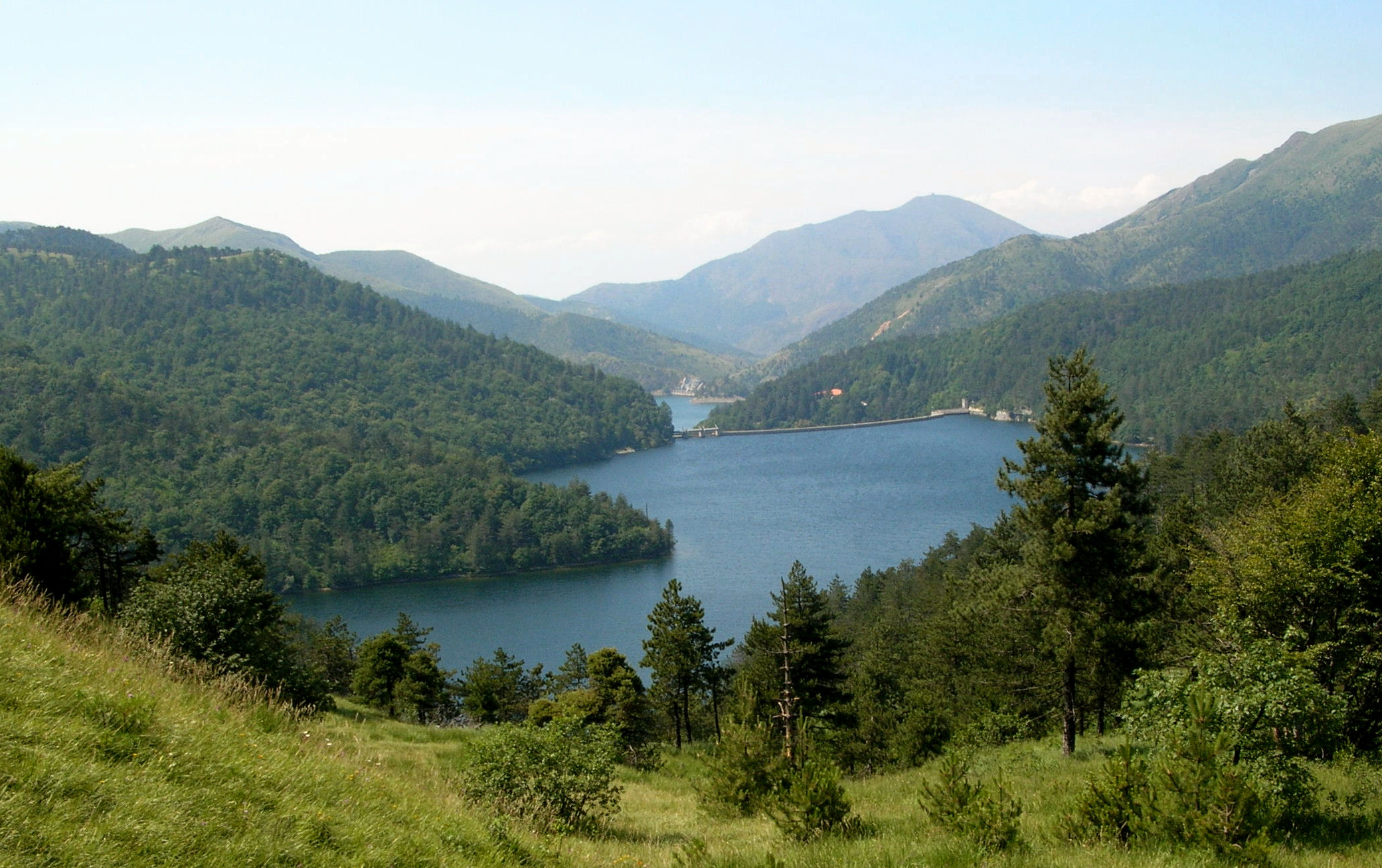
Altra vista dei laghi del Gorzente.

#### Fiumi
| Denominazione | Altitudine della sorgente |
| ------------- | ------------------------- |
| Borbera       | 1400 m                    |
| Gorzente      | 646 m                     |
| Lemme         | 750 m                     |
| Orba          | 1001 m                    |
| Piota         | 948 m                     |
| Scrivia       | 1300 m                    |
| Sisola        | 1020 m                    |
| Spinti        | 1018 m                    |

## Storia

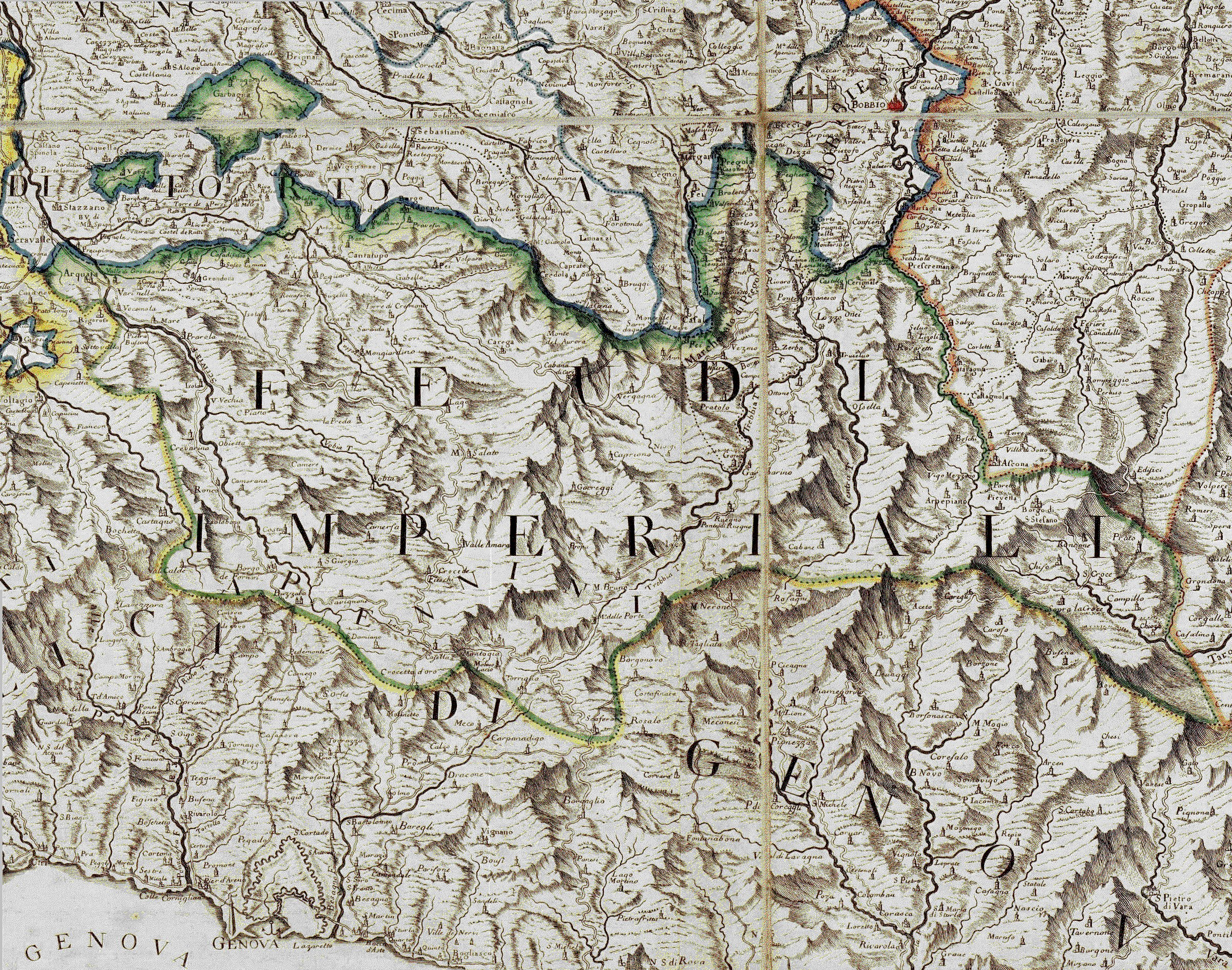
I Feudi Imperiali a nord di Genova (dalla Carta del Borgonio, sec. XVII)

Novi Ligure e l'area del Novese, in virtù della propria collocazione geografica, furono durante il medioevo oggetto di contesa da parte di diversi stati di quel periodo, quali il Ducato di Milano, il Marchesato del Monferrato e la Repubblica di Genova. Fu proprio la Repubblica di Genova, nel corso dei secoli, ad accrescere la propria influenza sul territorio novese, governando direttamente per lungo tempo Novi Ligure e Gavi (divenuti contemporaneamente luoghi di villeggiatura e avamposti settentrionali strategici dell'Oltregiogo) e indirettamente molti degli altri paesi che divennero Feudi Imperiali delle nobili famiglie genovesi. Caduta la Repubblica di Genova (1797), il Novese entrò a far parte della Repubblica Ligure e poi nel Dipartimento di Genova dell'Impero francese di Napoleone Bonaparte. In seguito alla Restaurazione sancita dal Congresso di Vienna (1815), il Novese venne posto entro i confini del ricostituito Ducato di Savoia (rinato come Stato sovrano indipendente). 
Il 10 marzo 1818 venne creata la Provincia di Novi (ricalcante gli antichi confini amministrativi del novese) che sopravvisse poi come provincia prima fino al 1847, anno della Fusione Perfetta, quindi all'interno del Regno di Sardegna, poi fino al 23 ottobre 1859, quando il Decreto Rattazzi la abolì, facendone entrare il territorio nei limiti della Provincia di Alessandria e quindi nel Piemonte, sempre all'interno del Regno di Sardegna.

## Lingua
Nel Novese si parlano varietà liguri classificate come «Oltregiogo centrale»: epicentro di tale area linguistica è Novi Ligure (vd. anche voce dialetto novese).

## Amministrazioni

### Comuni

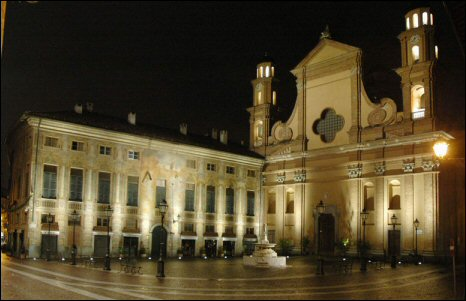
Novi Ligure

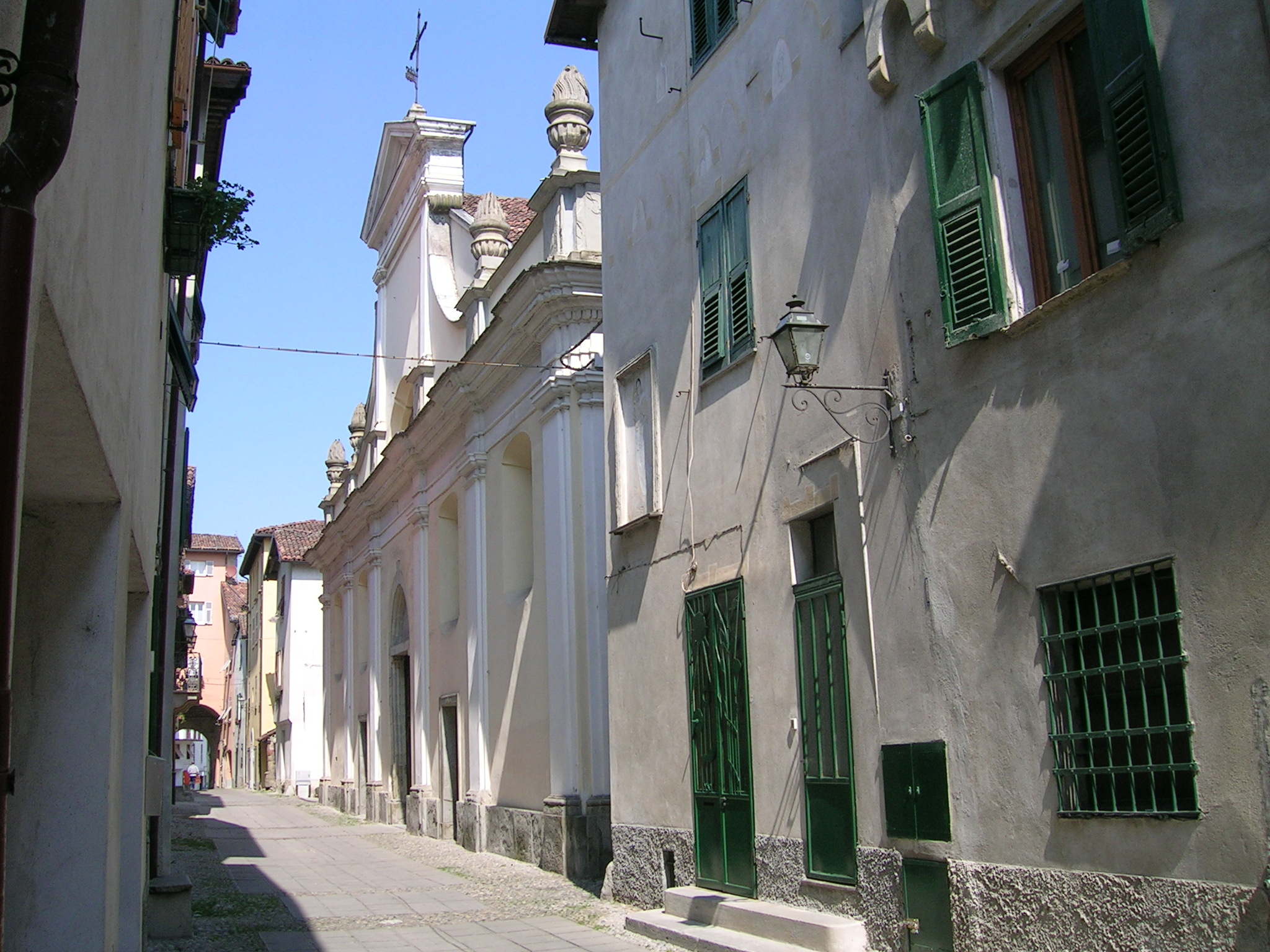
Arquata Scrivia

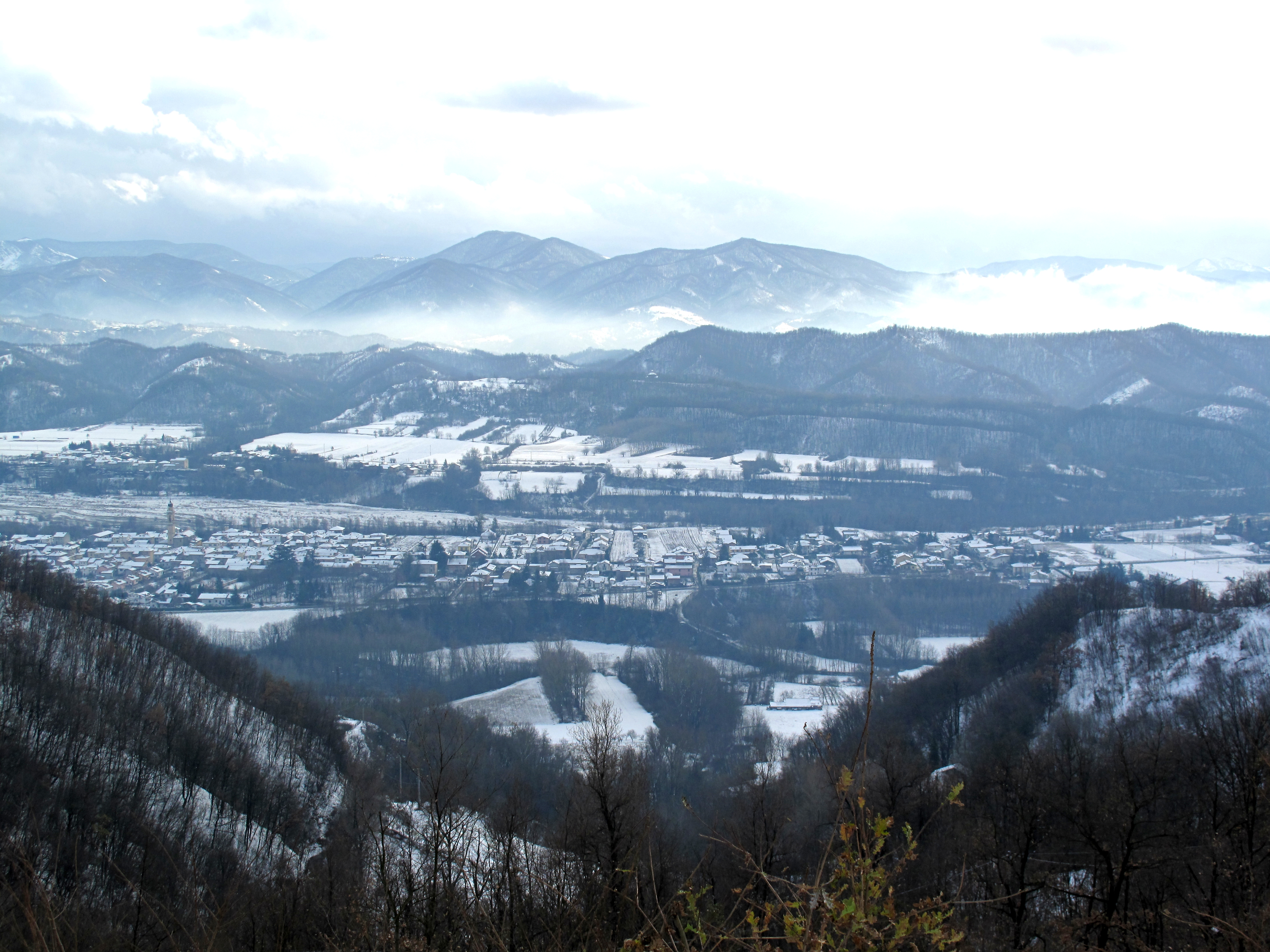
Borghetto di Borbera

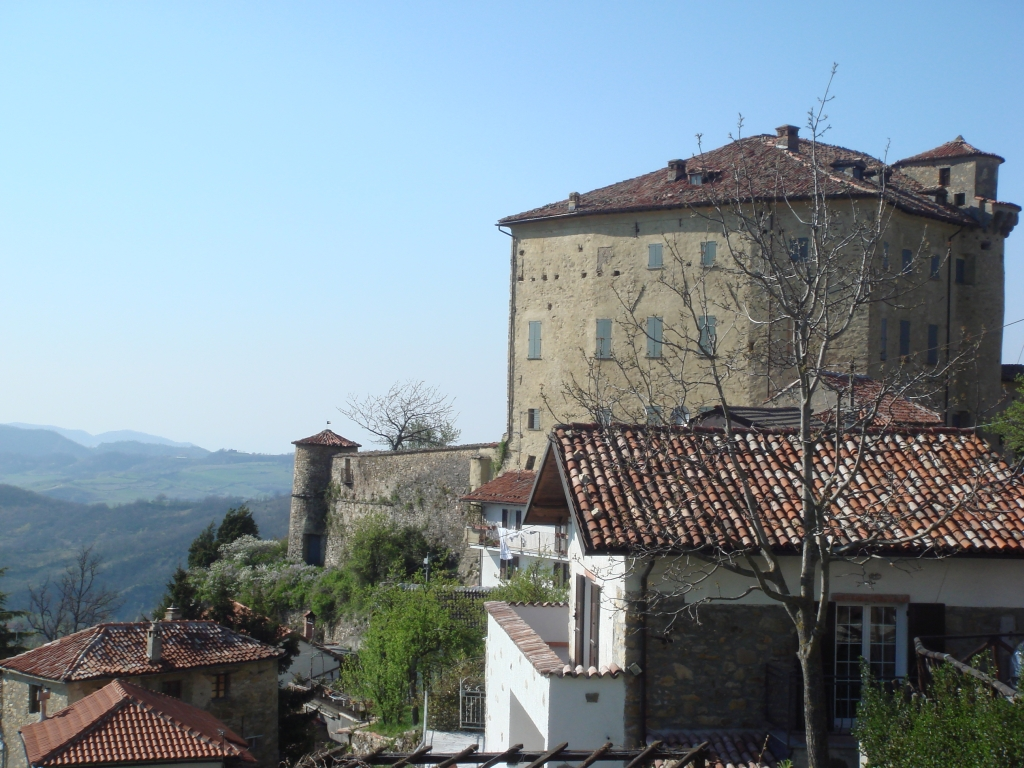
Cantalupo Ligure

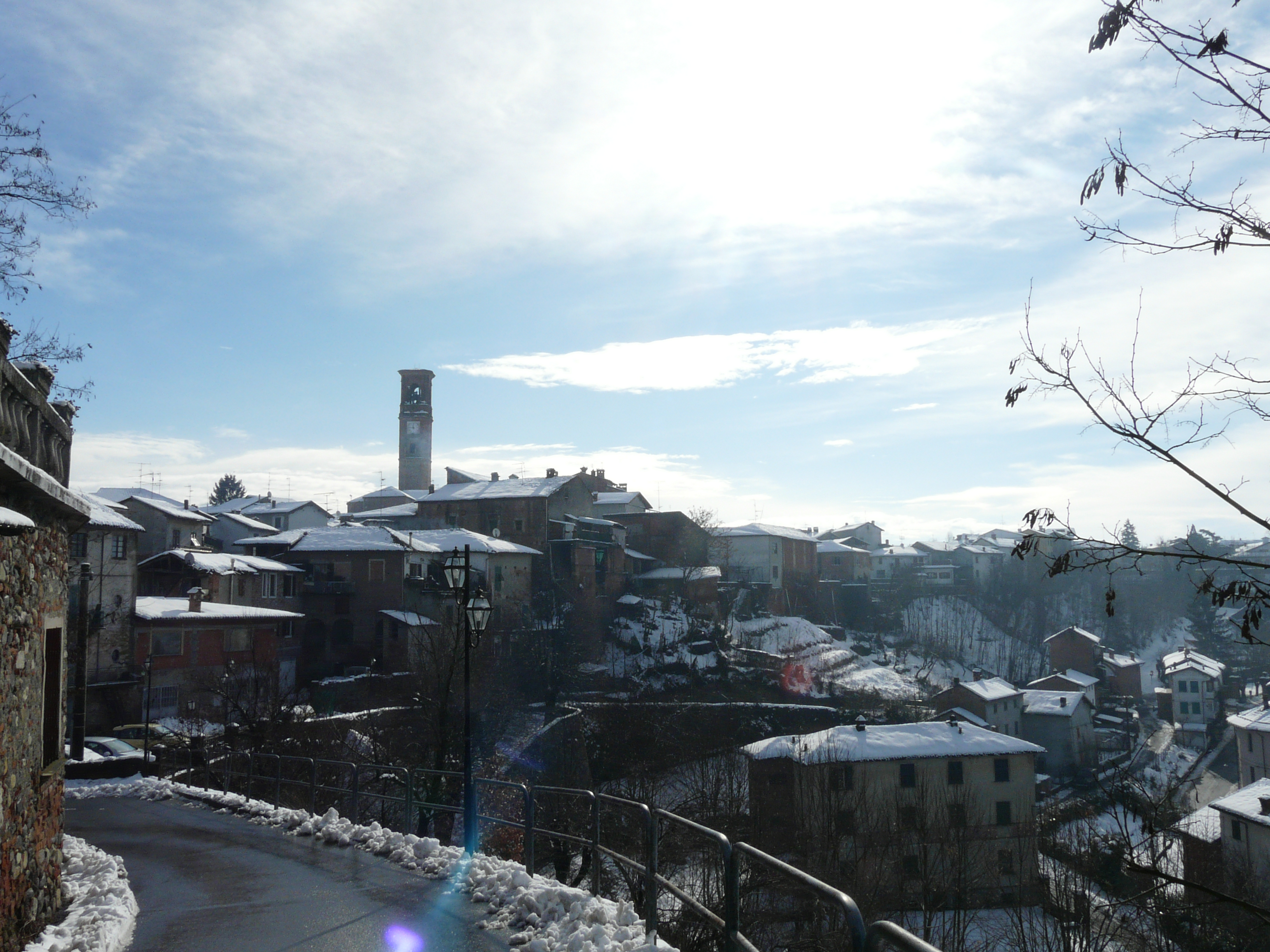
Capriata d'Orba

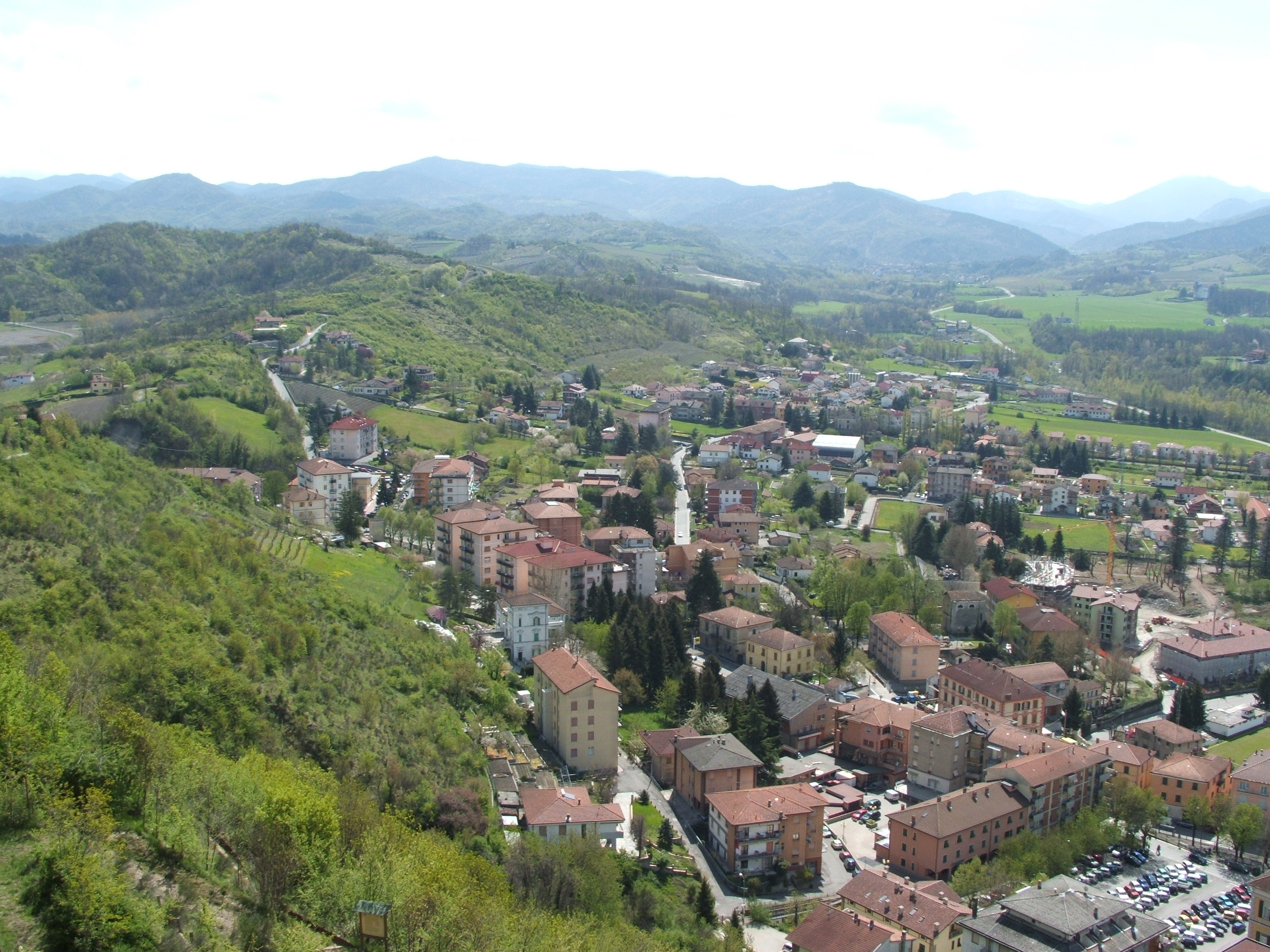
Gavi

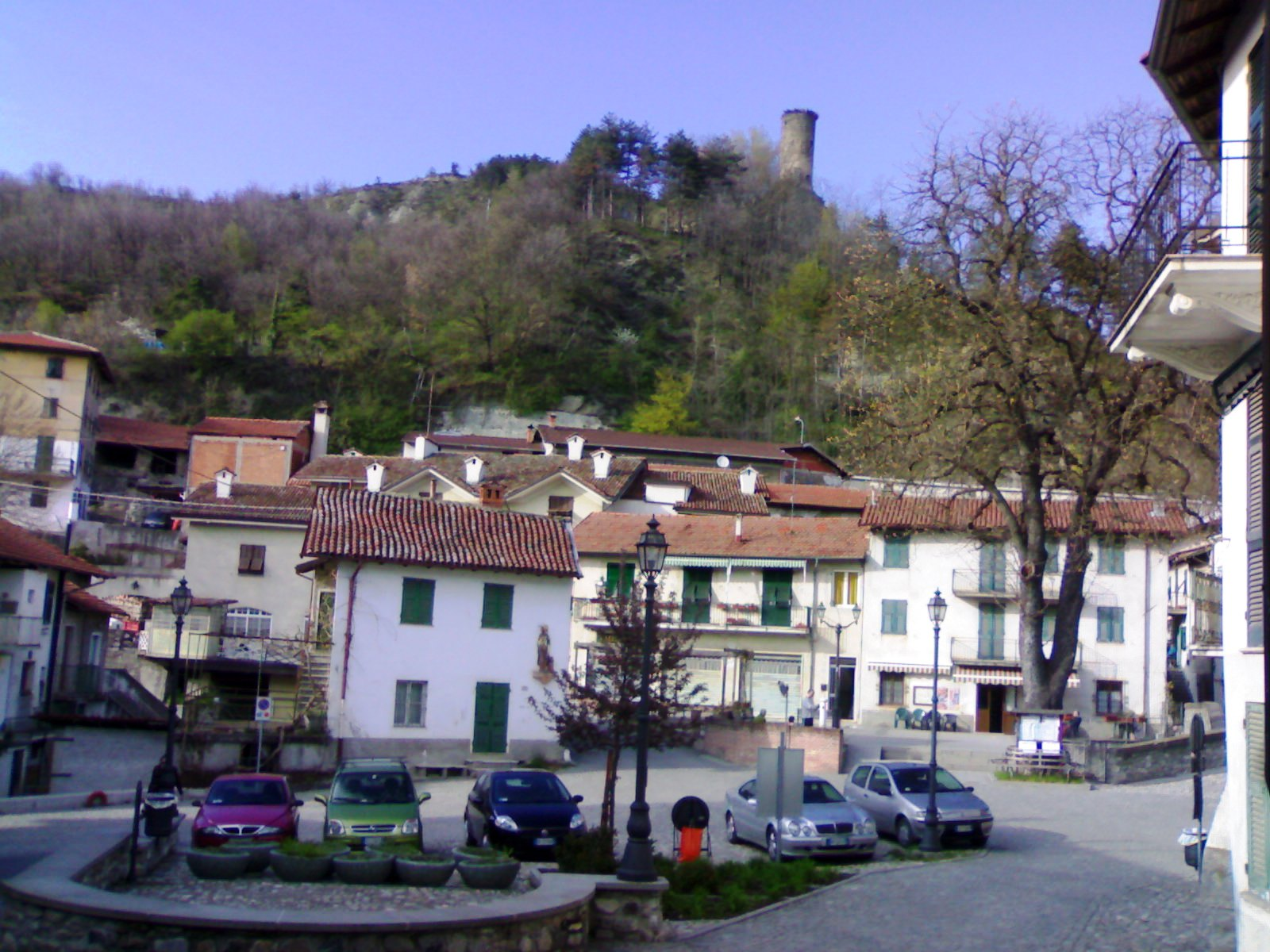
Grondona

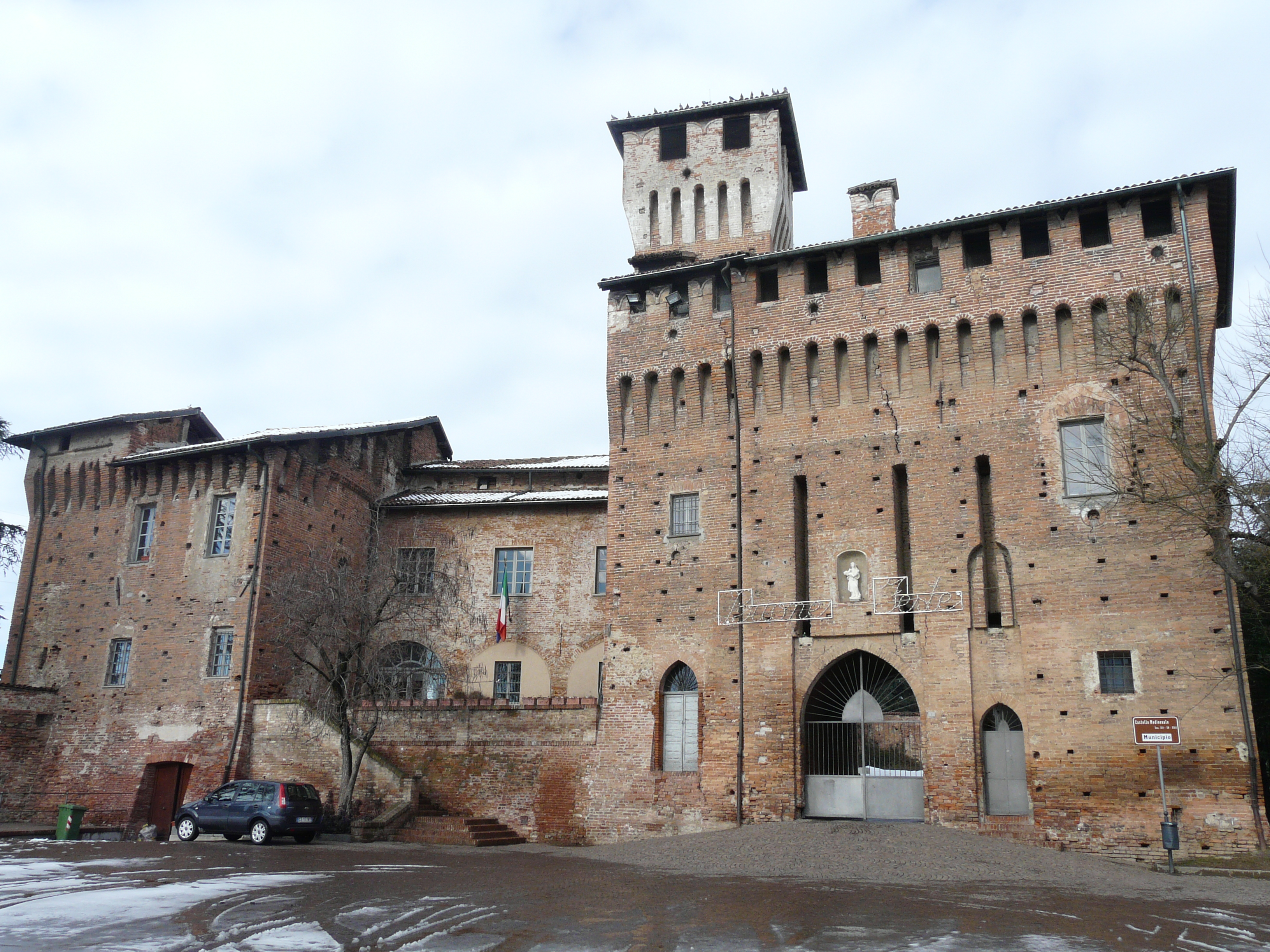
Pozzolo Formigaro

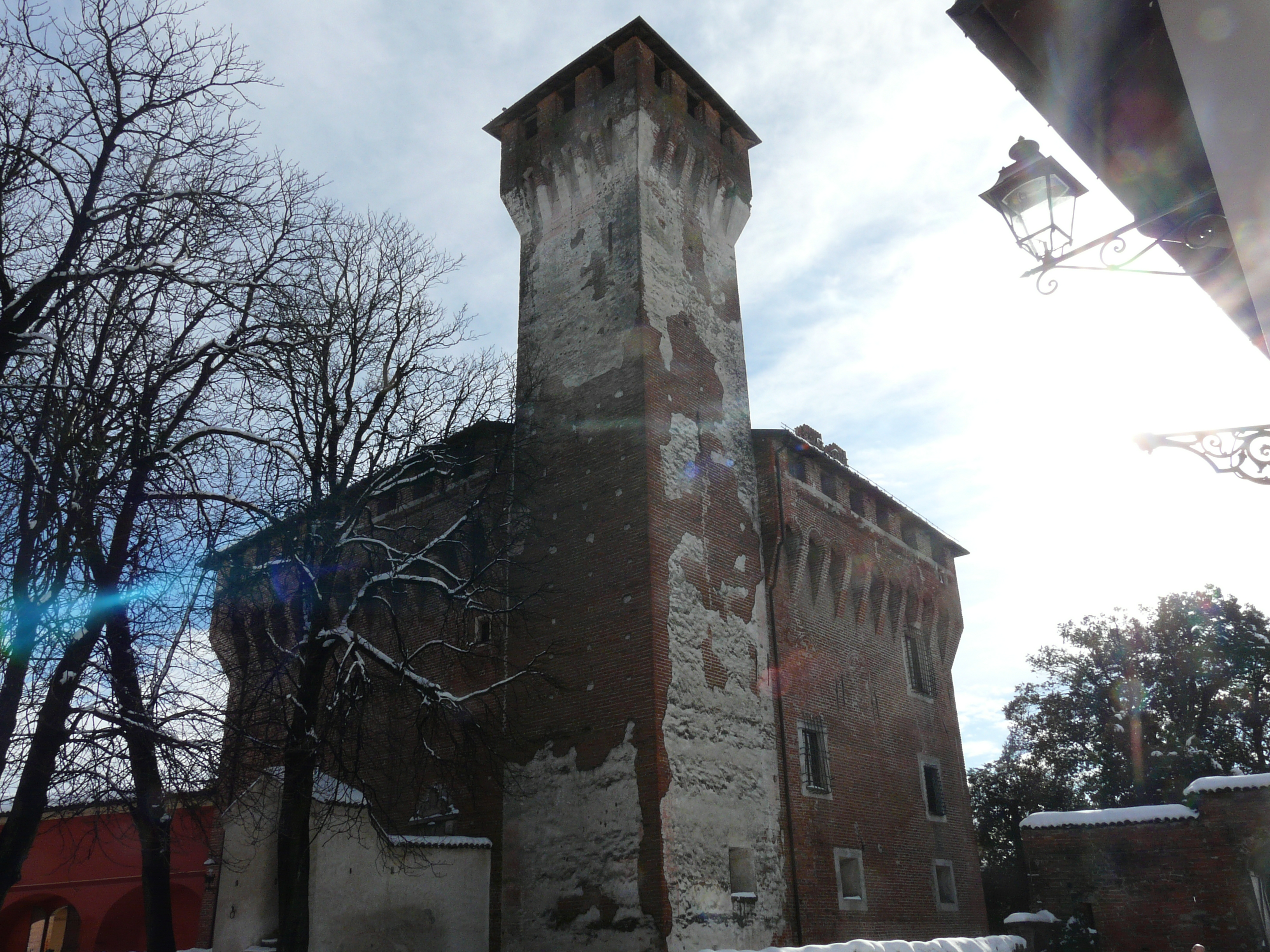
San Cristoforo

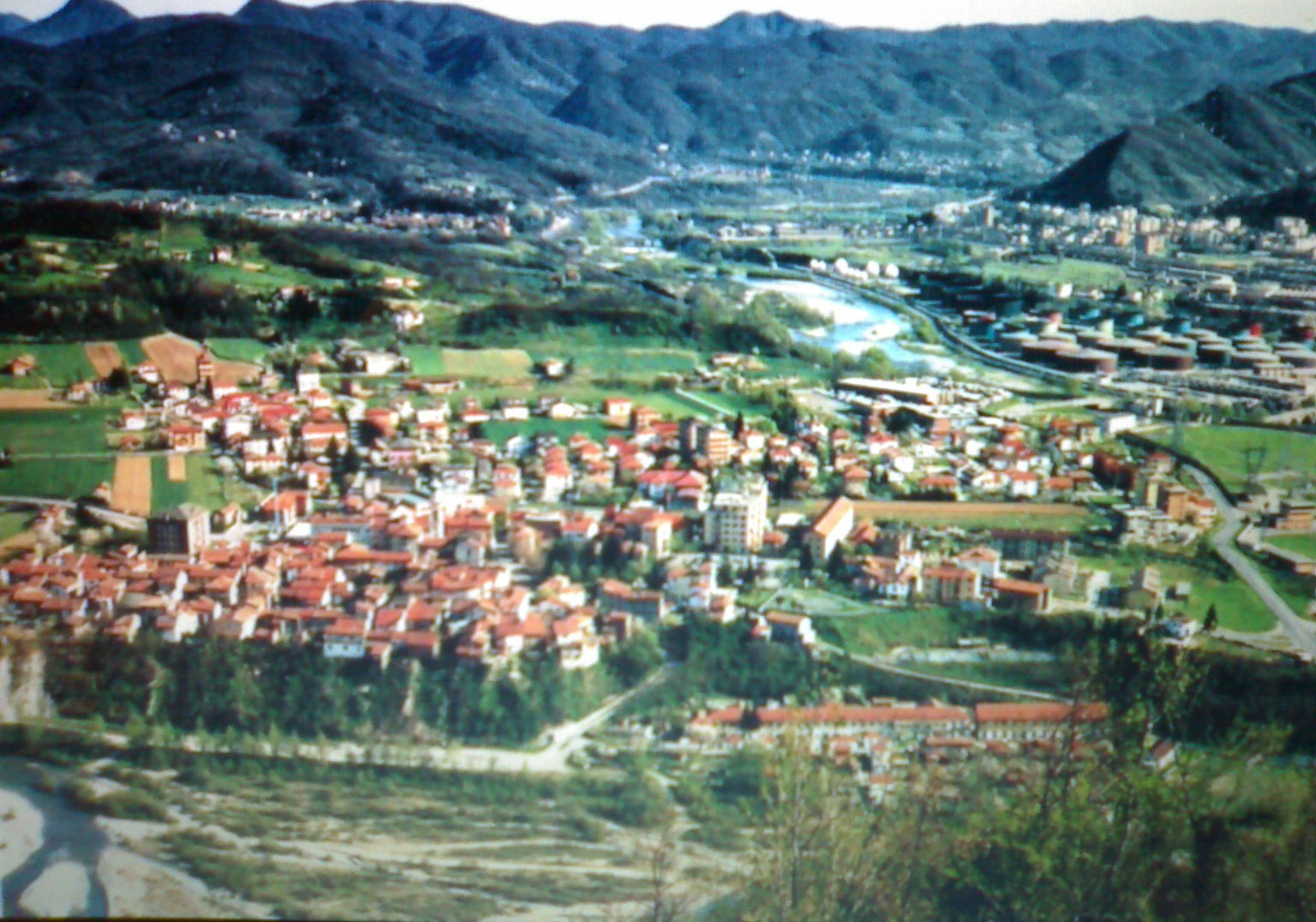
Vignole Borbera

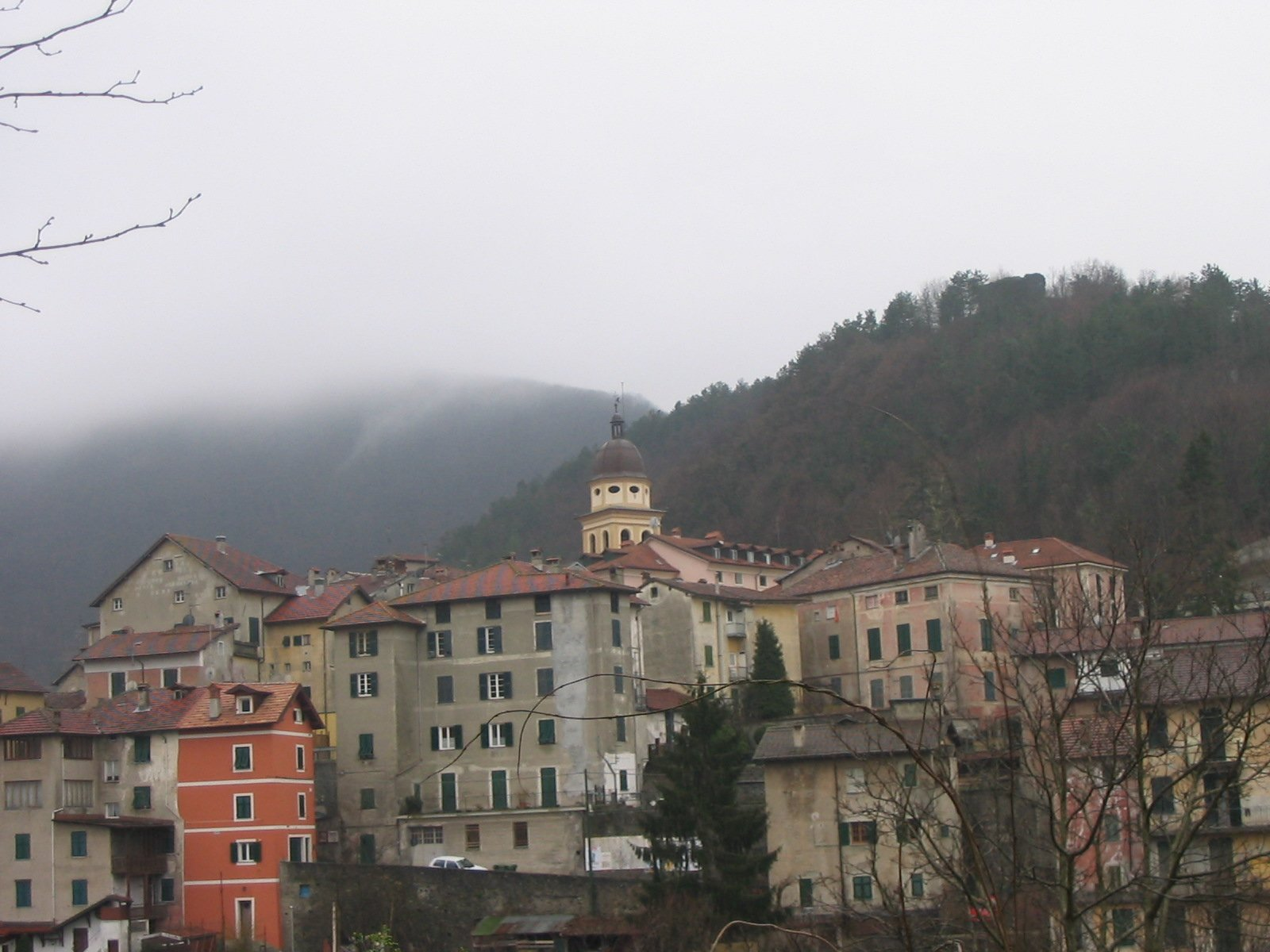
Voltaggio

| Stemma | Comune               | Superficie | Popolazione | Nome piemontese      | Nome ligure   | Distanza da Alessandria | Distanza da Genova |
| ------ | -------------------- | ---------- | ----------- | -------------------- | ------------- | ----------------------- | ------------------ |
|        | Novi Ligure          | 54,22 km²  | 28 745      | Nêuve                | Neuve         | 25 km                   | 50 km              |
|        | Albera Ligure        | 21,38 km²  | 336         | Albera               | Arbea         | 68 km                   | 59 km              |
|        | Arquata Scrivia      | 23,36 km²  | 6 408       | Arquà'               | Arquâ         | 37 km                   | 45 km              |
|        | Basaluzzo            | 15,22 km²  | 2 111       | Basaluss             | -             | 24 km                   | 60 km              |
|        | Borghetto di Borbera | 39,62 km²  | 2 027       | Borghet Borbaja      | O Borgheto    | 55 km                   | 54 km              |
|        | Bosio                | 66,88 km²  | 1 263       | Beuso                | Beuxo         | 43 km                   | 51 km              |
|        | Cabella Ligure       | 46,79 km²  | 573         | Cabela               | Cabela        | 59 km                   | 64 km              |
|        | Cantalupo Ligure     | 24,09 km²  | 545         | Cantalov             | Cantalô       | 51 km                   | 61 km              |
|        | Capriata d'Orba      | 28,31 km²  | 1 927       | Cavirià              | -             | 25 km                   | 58 km              |
|        | Carrega Ligure       | 56,67 km²  | 91          | Cariegà              | Carega        | 84 km                   | 58 km              |
|        | Carrosio             | 7,24 km²   | 501         | Careugio             | Carreuxo      | 41 km                   | 42 km              |
|        | Cassano Spinola      | 14,96 km²  | 1 833       | Cassau               | -             | 32 km                   | 60 km              |
|        | Fraconalto           | 15,85 km²  | 354         | Fraconàut            | Fiacon        | 51 km                   | 38 km              |
|        | Francavilla Bisio    | 7,75 km²   | 526         | Francavila           | -             | 28 km                   | 68 km              |
|        | Fresonara            | 6,94 km²   | 747         | Fërsnèira            | -             | 19 km                   | 62 km              |
|        | Gavazzana            | 3,12 km²   | 169         | Gavassàuna           | -             | 35 km                   | 62 km              |
|        | Gavi                 | 50,92 km²  | 4 739       | Gavi                 | Gäi           | 36 km                   | 46 km              |
|        | Grondona             | 25,74 km²  | 556         | Grondòuna            | Grondonn-a    | 44 km                   | 55 km              |
|        | Mongiardino Ligure   | 29,14 km²  | 175         | Mongiardin           | Mongiardin    | 61 km                   | 53 km              |
|        | Parodi Ligure        | 12,5 km²   | 726         | Paròd Ligurin        | Parodi        | 40 km                   | 53 km              |
|        | Pasturana            | 5,26 km²   | 1 271       | Pasturàuna           | Pastorana     | 29 km                   | 58 km              |
|        | Pozzolo Formigaro    | 35,59 km²  | 4 932       | Posseu               | -             | 21 km                   | 65 km              |
|        | Roccaforte Ligure    | 20,62 km²  | 149         | Rocaforte            | La Ròuca      | 53 km                   | 52 km              |
|        | Rocchetta Ligure     | 10,09 km²  | 208         | Rochëtta (Ligurin-a) | A Rocheta     | 53 km                   | 57 km              |
|        | San Cristoforo       | 3,59 km²   | 612         | San Cristòfi         | San Cristoffa | 32 km                   | 51 km              |
|        | Sardigliano          | 12,64 km²  | 452         | Sandijan             | -             | 36 km                   | 59 km              |
|        | Serravalle Scrivia   | 16,02 km²  | 6 480       | Seraval Scrivia      | Saravalle     | 32 km                   | 55 km              |
|        | Stazzano             | 17,83 km²  | 2 468       | Stassan              | -             | 33 km                   | 54 km              |
|        | Tassarolo            | 7,09 km²   | 660         | Tassareu             | Tascëreu      | 31 km                   | 53 km              |
|        | Vignole Borbera      | 8,49 km²   | 2 254       | Vigneule Borbaja     | e Vigneue     | 36 km                   | 47 km              |
|        | Voltaggio            | 51,33 km²  | 773         | Votagio              | Otaggio       | 46 km                   | 38 km              |
| Totali |                      | 739,24 km² | 74 611      |                      |               |                         |                    |

Come si evince dalla tabella, 24 comuni (tra cui Novi Ligure) sono più vicini ad Alessandria che a Genova, mentre i restanti 7 sono più vicini a Genova che ad Alessandria.

### Comunità collinari e montane
Sul territorio del Novese erano presenti, fino alla loro soppressione, le tre seguenti comunità montane:
| Denominazione                                  | Sede amministrativa | Superficie | Popolazione | Sito istituzionale                             | Note |
| ---------------------------------------------- | ------------------- | ---------- | ----------- | ---------------------------------------------- | --- |
| Comunità collinare del Gavi                    | Capriata d'Orba     | 43,15 km²  | 3 049       | -                                              | Formata dai seguenti comuni: Capriata d'Orba, Francavilla Bisio e Tassarolo. |
| Comunità montana Alta Val Lemme e Alto Ovadese | Bosio               | 153,8 km²  | 3 644       | Comunità montana Alta Val Lemme e Alto Ovadese | Fanno parte di tale comprensorio montano i seguenti comuni del Novese: Bosio, Carrosio, Fraconalto, Parodi Ligure e Voltaggio. L'estensione e la popolazione totali sono calcolate sommando le parziali di tali centri. |
| Comunità montana Valle Borbera e Valle Spinti  | Cantalupo Ligure    | 300,46 km² | 9 303       | Comunità montana Valle Borbera e Valle Spinti  | Formata dai seguenti comuni: Albera Ligure, Borghetto di Borbera, Cabella Ligure, Cantalupo Ligure, Carrega Ligure, Grondona, Mongiardino Ligure, Roccaforte Ligure, Rocchetta Ligure, Stazzano e Vignole Borbera       |

## Cucina

### Prodotti tipici
- Amaretti
- Biscotto della Salute
- Canestrelli novesi
- Cece di Merella
- Corzetti
- Farinata
- Focaccia novese
- Montebore
- Ravioli
- Trofie
- Pansotti
- Bagna càuda
- Panissa ligure

### Vini
- Gavi DOCG
- Cortese DOC
- Dolcetto DOC
- Nibiò
- Timorasso

## Legami con la Liguria
- Gran parte dei dialetti dei comuni del Novese si possono considerare di tipo ligure, in particolar modo quelli della zona di Voltaggio, Gavi, Arquata Scrivia, Grondona e della media ed alta val Borbera;
- I comuni del Novese fanno parte della Regione ecclesiastica Liguria. Alcune parrocchie di questi (Parodi Ligure, Bosio, Carrosio, Gavi, Voltaggio, Fraconalto, Rigoroso e Sottovalle di Arquata Scrivia e Mongiardino Ligure esclusa la parrocchia di Casalbusone) fanno parte dell'Arcidiocesi di Genova;
- Nel Novese esce il quotidiano ligure Il Secolo XIX, edizione del Basso Piemonte, che dal 2010 è accorpato all'edizione Genova che comprende tutto il Genovesato;
- Sette comuni in alta val Borbera e i due comuni di Novi e Parodi hanno l'aggettivo "Ligure" aggiunto nel 1859 dopo il Decreto Rattazzi;
- Serravalle Scrivia è presente il più grande centro outlet d'Europa, secondo stili urbanistici tipici del Basso Piemonte, vale a dire sia piemontesi che liguri;
- Voltaggio e Fraconalto hanno il prefisso del distretto di Genova (010);
- Voltaggio dal 16 luglio 2005 è un comune onorario della Provincia di Genova;
- Voltaggio ospita la sagra dei gnocchi al pesto.
- L'Associazione Italiana Arbitri sezione di Novi Ligure dipende dal comitato regionale ligure.
- Un reparto del 157º Reggimento fanteria "Leoni di Liguria" che aveva sede a Genova era presente a Novi Ligure.
- Festival della canzone genovese a Serravalle Scrivia a luglio.
- il comune di Bosio confina direttamente con il comune di Genova.

Esempi di differenza tra Ligure genovese e Ligure dell'Oltregiogo (dialetto di Daglio di Cabella Ligure in val Borbera) parlato nel Novese:
| Genovesato   | Novese di Daglio | Novese di Novi | ITALIANO        |
| ------------ | ---------------- | -------------- | --------------- |
| Lusciàndria  | Lisciàndria      | Lisàndria      | Alessandria     |
| Zena         | Ziena            | Zena           | Genova          |
| coltùa       | cultüa           | cultüa         | cultura         |
| comensâ      | cmînsa           | cméinsa        | comincia        |
| gente        | ginte            | giainte        | gente / persone |
| pòula        | póula            | paólla         | parola          |
| coxinn-a     | cüxiŋna          | cüzinn-a       | cucina          |
| pàize        | paíxe            | paìze          | paese           |
| mùxica       | mǘxica           | mǘzica         | musica          |
| libbro       | libbro           | libru          | libro           |
| monte / bric | munte / briccu   | munte / briccu | monte / bricco  |